# Brad Henry
Brad Henry, all'anagrafe Charles Bradford Henry (Shawnee, 10 giugno 1963), è un politico statunitense, governatore dell'Oklahoma dal 2003 al 2011.
È membro del Partito Democratico. Fu eletto nel 2002, sconfiggendo l'ex congressista repubblicano Steve Largent ed il candidato indipendente Gary Richardson.
Brad Henry si insediò come 26º governatore dell'Oklahoma il 13 gennaio del 2003.
Nacque a Shawnee da una famiglia battista residente in Oklahoma da tre generazioni, studiò all'Università dell'Oklahoma conseguendo una laurea in economia nel 1985 ed una in legge nel 1988.
Prima dell'elezione a governatore esercitava la professione di avvocato ed era membro del senato dell'Oklahoma.